# Haplochromis retrodens
Espèce
Statut de conservation UICN

 VU D2 : Vulnérable
Haplochromis retrodens est une espèce de poissons de la famille des Cichlidés endémique du lac Victoria en Afrique